# Emma de Provenza
Emma (estimado 975-1062) fue una noble, la hija de Rotboldo I de Provenza y su esposa Ermengarda. Heredó el título de su hermano mayor Guillermo en 1037 y se casó con Guillermo III de Tolosa.
Con Guillermo, tuvo dos hijos:
- Ponce, quien le sucedió como conde de Tolosa.
- Beltrán, que sucedió a Ponce en Tolosa (1060) y a su madre en Provenza.